# Leichlingen (Rheinland)
Leichlingen (Rheinland) ist eine Mittelstadt im Rheinisch-Bergischen Kreis und liegt im Land Nordrhein-Westfalen. Seit dem 8. Juli 2013 trägt sie den offiziellen Namenszusatz Blütenstadt.

## Geografie

### Lage
Leichlingen liegt am nordwestlichen Rand des Oberbergischen Landes an dessen Übergang zur Niederrheinischen Tiefebene und dem Niederbergischen Land. Die Stadt liegt zudem als Teil der Metropolregion Rhein-Ruhr zwischen den Ballungsräumen Köln, Leverkusen, Düsseldorf und dem Bergischen Städtedreieck. Aufgrund der zahlreichen Obstplantagen mit den im Frühjahr blühenden Obstbäumen wird Leichlingen auch Blütenstadt genannt.
Das Stadtgebiet steigt von Westen nach Osten an auf Höhenlagen zwischen 54 und 250 m ü. NHN. Im Norden der Stadt ist die natürliche und politische Grenze die Wupper. Ebenso bilden der Murbach und die Diepentaler Talsperre die südliche Begrenzung des Stadtgebietes. Westlich und östlich wird die Stadt durch die Autobahnen A3/E 35 und A1/E 37 begrenzt.
Die größte Ausdehnung des Stadtgebietes in Ost-West-Richtung beträgt etwa 11,5 Kilometer. In Nord-Süd-Richtung ist das Gebiet erheblich schmaler und beträgt maximal etwa 4,6 Kilometer.
Der tiefste Punkt Leichlingens befindet sich etwa 50 m ü. NHN an der Eisenbahnbrücke der Bahnstrecke Haan-Gruiten-Köln-Deutz an der Wupperschleife.

### Nachbargemeinden
Im Norden grenzt Leichlingen an Solingen, im Südosten an Burscheid, im Süden an Leverkusen und im Westen an Langenfeld.

## Geschichte

### Allgemein
Nachweislich beginnt die Geschichte von Leichlingen im Jahr 973 n. Chr., als Erzbischof Gero von Köln in „Leigelingon“ den Bau eines Klosters verfügte, das aber nie gebaut wurde. Der Ort taucht 1019 als „Leichlingin“ wieder in einer Urkunde auf, als Erzbischof Heribert von Köln Kirche und einen Hof zu Leichlingen dem Kloster Deutz schenkte. Bedingt durch diese Schenkung und die zugehörigen Pfründen erwarb das Kloster Deutz seit dem 11. Jahrhundert umfangreichen Grundbesitz in der Gemarkung Leichlingen. Einer dieser Pfründen war der „Ratherhof“, der in vorgegebenen Waldbezirken der Gemarkung Holz sammeln durfte. Für diese Berechtigung wurde 1303 zwischen Abtei und Gemeinde mit dem ortsansässigen niederen Adel eine einvernehmliche Regelung vereinbart.
Allerdings hatten auch die Grafen von Berg als Vogt der Abtei Deutz seit dem Mittelalter ebenfalls Eigentumsrechte in dieser Gemarkung. Beispielsweise genehmigte 1376 Graf Wilhelm von Berg der Abtei Deutz den „Hof zu dem Busche“ im Kirchspiel Leichlingen von dem Eigentümer „Franken van me Rine“ zu kaufen.
Der Mittelpunkt des Kirchspieles Leichlingen lag im Gebiet zwischen der heutigen evangelischen Kirche und dem ehemaligen Haupthof des Klosters, dem „Büscherhof“. Rechts und vor allem links der Wupper gehörten noch 21 kleinere Güter, einige Ritter- und Herrensitze wie Haus Vorst, Nesselrath, Leysiefen, Diepental, Eicherhof und andere sowie großer Waldbesitz in Oberleichlingen bis 1803 dem Kloster Deutz. Die Bewohner betrieben Ackerbau und Fischfang.
Schon im 12. Jahrhundert war Leichlingen ein Kirchort. Im 14. Jahrhundert entstanden an der Wupper und in den Seitentälern die ersten Schleifereien, denen Öl-, Getreide- und Walkmühlen folgten. Sie waren die Vorläufer der heutigen Metall- und Textilindustrie. Über Jahrhunderte hinweg lassen sich Schleifer, Weber, Bleicher, Färber und Gerber nachweisen. Trotzdem lebten die Einwohner bis ins 19. Jahrhundert hauptsächlich von der Landwirtschaft und betrieben nebenbei Obstanbau.
Die Stadtrechte wurden Leichlingen im Jahr 1856 verliehen und die eigentliche Entwicklung Leichlingens zu der Stadt, wie sie heute bekannt ist, begann.
Der Bau der Eisenbahnstrecke Köln–Wuppertal schuf die verkehrsmäßigen Voraussetzungen für die ersten Industrieansiedlungen. Größter örtlicher Arbeitgeber war lange Zeit die an der Wupper („Am Hammer“) gelegene Türkischrot-Färberei. Diese war unter der Firma A. Weyermann-Söhne 1865 von Elberfeld (heute zu Wuppertal) nach Leichlingen verlegt worden. Das Unternehmen war von Abraham Weyermann in Elberfeld gegründet worden und stand jetzt unter der Leitung des Kommerzienrates Rudolf Weyermann, der auch Präsident der Dampfschiffahrtsgesellschaft für den Nieder- und Mittelrhein in Düsseldorf und Mitglied des Rheinischen Provinziallandtages war. Von den drei Weyermannschen Villen beherbergte eine Villa lange Zeit das Rathaus, eine andere Villa ein Hotel. In diesem Haus befindet sich heute das Bürgerhaus der Stadt. Die Färberei wurde 1890 an den Opladener Färbereibesitzer Albert Römer verkauft. Die Färberei bestand bis zu ihrem Abriss in den 1960er Jahren. Heute steht an dieser Stelle das Schulzentrum.
Etwa zu gleicher Zeit wie A. Weyermann-Söhne kam die Weberei Simons & Frowein nach Leichlingen. Das Unternehmen wurde in den 1950er Jahren von der Müller-Wipperfürth AG übernommen und bestand bis 1978. Es befand sich im Brückerfeld, wo sich heute ein Platz mit Geschäften des Einzelhandels befindet. Ein weiteres Textilunternehmen war die Teppichweberei Otto Geller KG, deren Anfänge in die 1850er Jahre reichten, als der Vater von Otto Geller in einem Haus in der Mittelstraße handgewebte Erzeugnisse herstellte.
Zu Beginn des 20. Jahrhunderts machte Leichlingen als „Stadt der jungen Luftfahrt“ von sich reden. Die „Rheinisch-Westfälische Motorluftschiff-Gesellschaft e. V. Elberfeld“ hatte 1909 im Ortsteil Balken eine Luftschiffhalle errichtet, von der aus der Elberfelder Luftfahrtpionier Oskar Erbslöh mit seinem Lenkballon Probefahrten über Leichlingen und die nähere Umgebung unternahm. Die Ära Leichlingens als „Friedrichshafen des Bergischen Landes“ endete jedoch schon im Jahr darauf, als am 13. Juli 1910 das Luftschiff „Erbslöh“ im dichten Nebel abstürzte und alle fünf Besatzungsmitglieder ums Leben kamen.
Als Unternehmen der eisenverarbeitenden Industrie wurden 1896 der Walzstahlbetrieb Rosenkaimer (später Rosenkaimer GmbH) und 1900 das in der Nähe des Leichlinger Bahnhofs heute noch bestehende Unternehmen Kronenberg, jetzt unter der Firma Kronenberg Profil GmbH, gegründet. 1920 kam das Metallwerk Frese dazu.
Die Heilstätte, heute Reha-Klinik Roderbirken geht auf eine Stiftung des Elberfelder Fabrikanten und Geheimen Kommerzienrates Wilhelm Boeddinghaus zurück. Dieser war Leichlingen durch seinen umfangreichen Grundbesitz in Leichlingen, unter anderem Schloss Eicherhof, verbunden.
Der fünfte Tag der Rheinisch-Bergischen Geschichte wurde im April 2012 in Leichlingen begangen.

### Stadtname
Über Ursprung und Bedeutung des Ortsnamens „Leichlingen“ (in mittelalterlichen und frühneuzeitlichen Quellen meist „Leigelingon“ und „Lecheling“ genannt) liegen keine klaren Erkenntnisse vor. Folgende Deutungen sind bekannt:
Früher war Leichlingen ein Fischerdorf, daraus resultiert auch der Stadtname „Leichlingen“, der hauptsächlich in zwei Teile aufgeteilt ist:
- Leich- (Laich-): Leich (Laich) nennt man Fischeier.
- -lingen (Flussschleife): hier: Flussschlingen(-bögen)

Daher könnte man Leichlingen auch mit: „Ort mit Fischeiern im Flussbogen“ übersetzen. Im Laufe der Jahre wurde die Schreibweise des Stadtnamens mehrmals geändert, einer dieser Namen war „Fischerdorf“.
Andererseits interpretiert Franz Wilhelm Oligschläger den Namen um 1850 als „Siedlung am Bächlein“ – voraussetzend, dass das althochdeutsche „lech“ oder „lechan“ (= kleines fließendes Gewässer) hier Pate gestanden hat. Die Wupper als „Bächlein“ zu bezeichnen, ist aber sicher abwegig.
Interessanter ist dagegen die Vermutung von J. Leithäuser (1901), wonach der Name Leichlingen als eine Zusammensetzung der mittelniederdeutschen Worte „leg“ = niedrig und „lingon“ oder „linge“ = schmaler Landstrich anzusehen und damit als niedrig gelegener schmaler Landstrich zu deuten sei. Hierfür spricht jedenfalls die geographische Lage der Ortschaft im Tal der Wupper.
Insgesamt handelt es sich also um rein sprachwissenschaftliche Vermutungen und Anschauungen. J. Bernhardt hat es daher 1931 vorgezogen, auf eine Deutung zu verzichten, als eine falsche Erklärung abzugeben.

### Eingemeindungen
Im Rahmen der nordrhein-westfälischen Gebietsreform wurden zum 1. Januar 1975 der Großteil der Gemeinde Witzhelden sowie kleine Gebietsteile von Langenfeld und Opladen eingegliedert.

### Bevölkerungsentwicklung
| Jahr | Einwohner |
| 1990 | 25.996    |
| 2000 | 26.796    |
| 2003 | 27.319    |
| 2004 | 27.524    |
| 2005 | 27.536    |
| 2006 | 27.542    |
| 2007 | 27.480    |
| 2012 | 27.437    |
| 2013 | 27.646    |

(gemäß Landesamt für Datenverarbeitung und Statistik)

### Bevölkerungsstruktur
|                      | Anzahl | Prozentanteil |
| weiblich             | 15.160 | 53            |
| männlich             | 13.963 | 47            |
| Ausländer insgesamt: | 1.601  | 5             |

### Altersstruktur
| Altersgruppe | Einwohner | Prozentanteil |
| 00–05 Jahre  | 1.450     | 5             |
| 06–15 Jahre  | 3.160     | 11            |
| 16–20 Jahre  | 1.596     | 6             |
| 21–45 Jahre  | 9.447     | 32            |
| 46–64 Jahre  | 7.097     | 24            |
| ab 65 Jahre  | 6.373     | 22            |

### Familienstandszugehörigkeit
| Familienstand | Anzahl | Prozentanteil |
| verheiratet   | 14.439 | 50            |
| ledig         | 10.639 | 36            |
| verwitwet     | 2.185  | 8             |
| geschieden    | 1.860  | 6             |

### Konfessionsstatistik
Gemäß dem Zensus 2011 waren 34,8 % der Einwohner evangelisch, 30,2 % römisch-katholisch und 35,0 % waren konfessionslos, gehörten einer anderen Glaubensgemeinschaft an oder machten keine Angabe. Der Anteil der evangelischen und katholischen Kirchenmitglieder an der Gesamtbevölkerung sinkt seitdem jährlich um 1 Prozentpunkt. Gemäß dem Zensus 2022 waren am 25. Mai 2022 27,3 % der Einwohner evangelisch, 26,5 % katholisch, und 46,2 % waren konfessionslos, gehörten einer anderen Glaubensgemeinschaft an oder machten keine Angabe.

## Religion
In Leichlingen sind verschiedene Konfessionen vertreten:
- Evangelische Gemeinde in Leichlingen und Witzhelden
- Katholische Kirchengemeinde St. Johannes Baptist und St. Heinrich
- Evangelisch-Freikirchliche Gemeinden (Baptisten) in Leichlingen, Weltersbach und Kuhle. Im Ortsteil Weltersbach befindet sich ein evangelisch-freikirchliches Seniorendorf mit über 500 Bewohnern. Träger ist das Diakoniewerk Pilgerheim Weltersbach, das auch den Baptistischen Friedhof Weltersbach unterhält.
- Neuapostolische Gemeinde in Leichlingen
- Die Zeugen Jehovas haben einen Königreichssaal in Leichlingen.

## Politik

### Stadtrat
Die Ratswahl am 13. September 2020 führte zu folgenden Ergebnissen:
| Ratswahl 2020 LeichlingenWahlbeteiligung: 60,32 % 403020100 34,1 %30,0 %17,3 %n. k. %8,3 %4,3 %2,6 %3,3 % CDUSPDGrüneFW-UGBWLFDPLinkeAfDGewinne und Verlusteim Vergleich zu 2014 %p 10 8 6 4 2 0 −2 −4 −6 −8+1,7 %p−5,9 %p+8,5 %p−7,7 %p+0,9 %p−0,1 %p−0,8 %p+3,3 %pCDUSPDGrüneFW-UGBWLFDPLinkeAfD |  | Sitzverteilung im Leichlinger Stadtrat 2020Insgesamt 32 Sitze - Linke: 1 - SPD: 10 - Grüne: 5 - BWL: 3 - CDU: 11 - FDP: 1 - AfD: 1 |

### Bürgermeister
Bürgermeister: Frank Steffes (SPD)

### Kinder- und Jugendparlament
Seit Sommer 2000 gibt es ein Kinder- und Jugendparlament (JuPa) in Leichlingen. Die 9- bis 20-Jährigen treffen sich mindestens zwei- bis dreimal im Jahr. Das JuPa wird jährlich nach den Sommerferien neu gewählt.

### Wappen
Das Wappen zeigt im von Silber und Blau wellig geteilten Schild im oberen Feld den blaugekrönten, blaubewehrten und doppelschwänzigen roten bergischen Löwen, im unteren Feld einen silbernen Fisch mit roten Flossen. Der Fisch, Symbol für den einstigen Fischreichtum der Wupper ist übernommen aus dem Siegel der Schöffen von Leichlingen 1636, dort sind Löwe und Fisch heraldisch links, der Löwe ohne Krone, einschwänzig.

### Städtepartnerschaften
Leichlingen unterhält zu drei Städten des europäischen Auslands Partnerschaften:
- Marly-le-Roi (Frankreich)
- Henley-on-Thames (Vereinigtes Königreich)
- Funchal auf Madeira (Portugal)

Jede der Wupperbrücken in Leichlingen trägt den Namen einer Partnerstadt. Zudem befinden sich in der Stadtmitte mehrere Denkmäler, die den Partnerstädten gewidmet sind.
Alljährlich finden Reisen zu den Partnerstädten statt.

## Kultur und Sehenswürdigkeiten

### Bauwerke

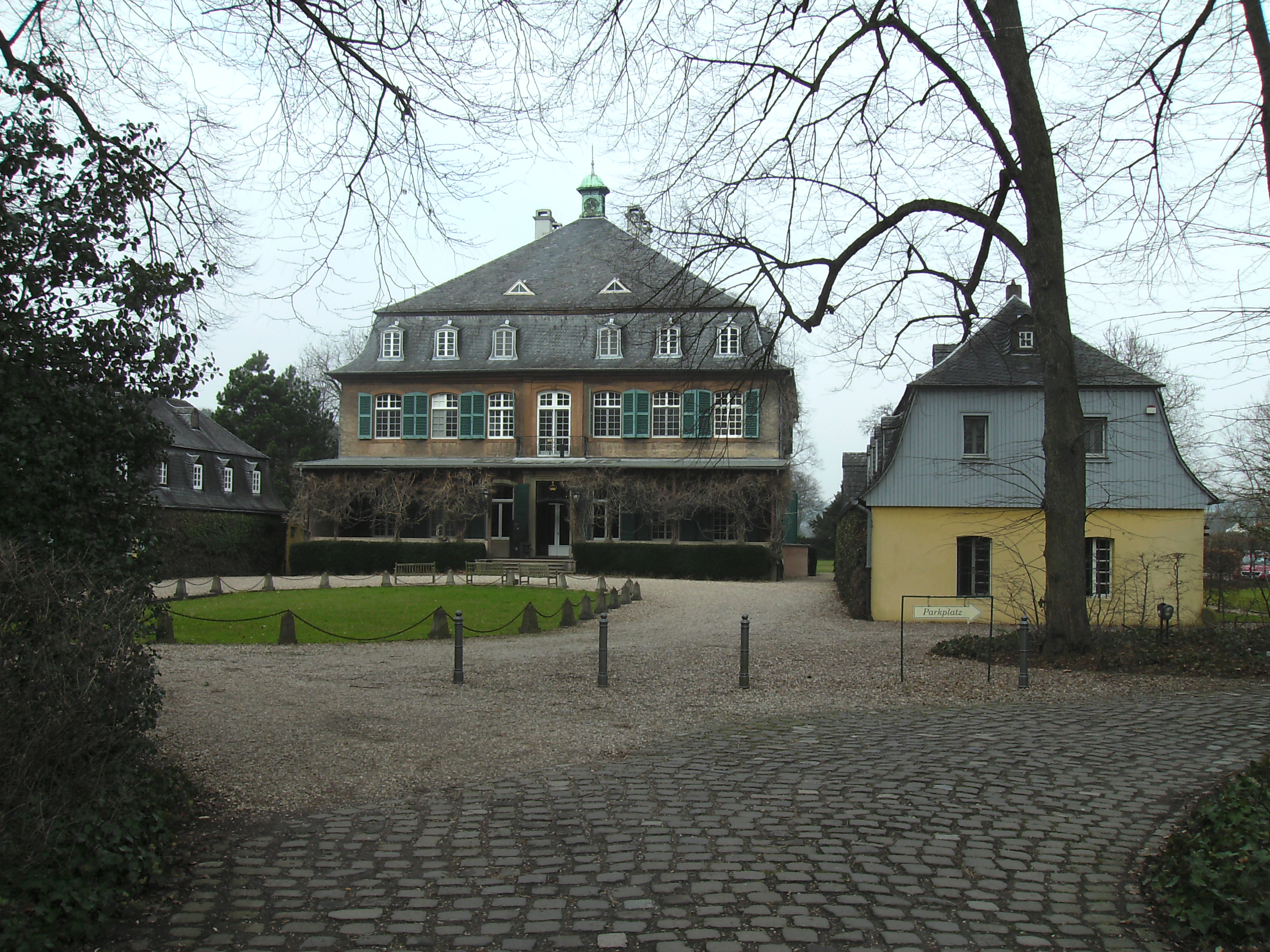
Schloss Eicherhof, März 2012

Als besonders sehenswerte Bauwerke gelten in Leichlingen:
- Evangelische Stadtkirche mit barocker Ausstattung
- Haus Eicherhof (im Volksmund auch Schloss Eicherhof)
- Haus Vorst
- Haus Nesselrath
- Kleinkirche St. Heribert
- Katholische Kirche St. Johannes Baptist
- Alte katholische Kirche am Johannisberg
- Villa Weyermann

Im Ortsteil Witzhelden gibt es zwei bemerkenswerte Sendeanlagen der Deutschen Telekom in unmittelbarer Nachbarschaft, und zwar:
- einen 134 Meter hohen Fernmeldeturm aus Stahlbeton bei 51°7′31″ nördlicher Breite und 7°6′36″ östlicher Länge
- einen 229 Meter hohen Sendemast zur Verbreitung von Fernsehprogrammen bei 51°7′7″ nördlicher Breite und 7°5′59″ östlicher Länge. Dieser wurde am 7. November 2017 gegen 13:30 Uhr gesprengt, da er nicht mehr in Betrieb war.

### Regelmäßige Veranstaltungen

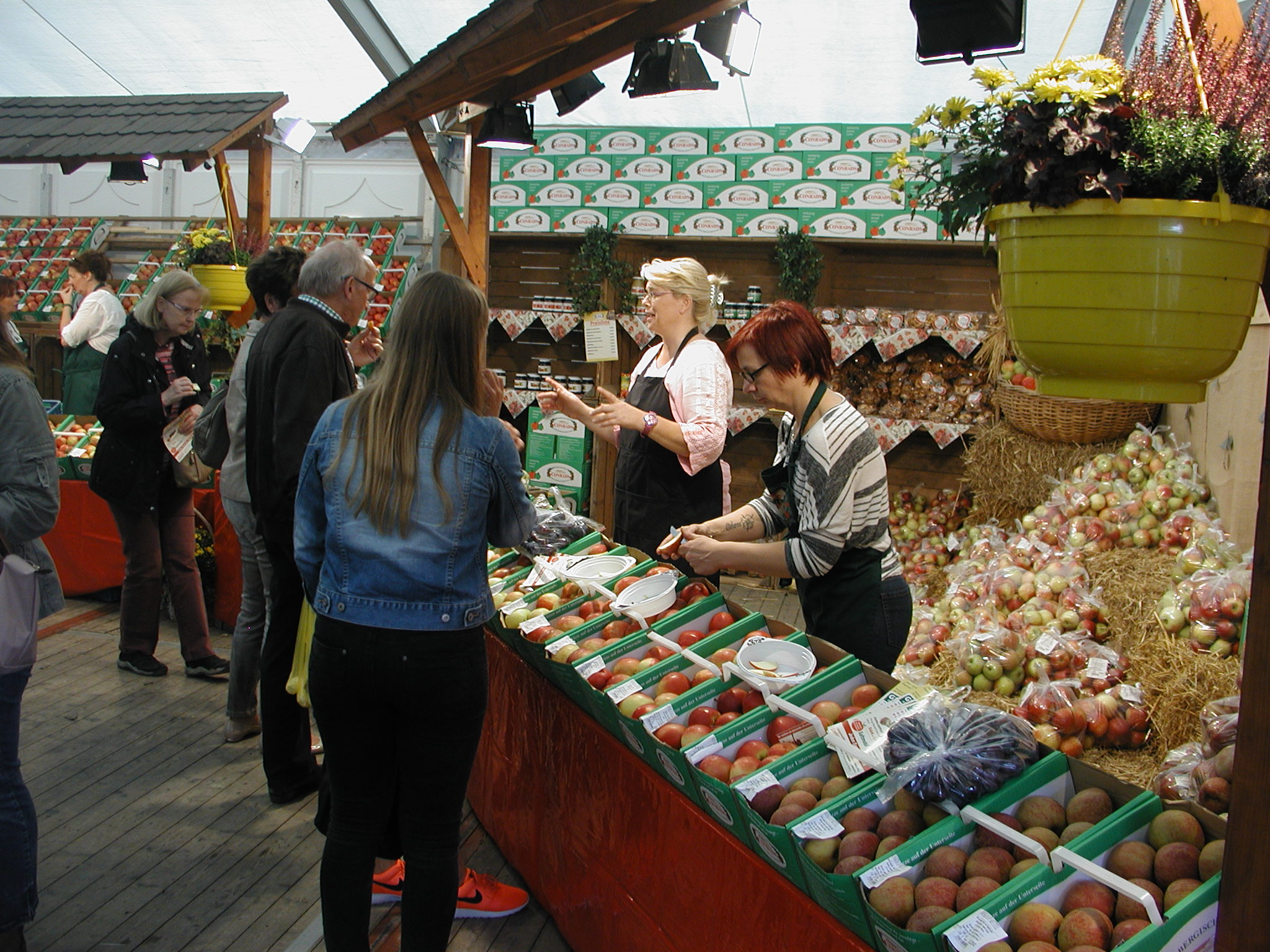
Leichlinger Obstmarkt im Herbst 2015

Auch im weiteren Umkreis ist der Ort durch den Leichlinger Obstmarkt bekannt, der jährlich im Oktober stattfindet. Genauso populär ist das am selben Wochenende stattfindende Erntedankfest in Witzhelden, dessen Höhepunkt ein Festumzug am Sonntag ist. Daneben hat das Leichlinger Stadtfest, das jedes Jahr am dritten Wochenende im September stattfindet, überregionale Bekanntheit erlangt.

### Sport und Freizeit
In Leichlingen gibt es ein lebendiges Vereinswesen, vor allem im Bereich Karneval, Sport und Gemeinschaft. Der LTV beherbergt hier mit seinen vielen Unterabteilungen – z. B. Basketball, Leichtathletik, Tennis – die meisten Mitglieder. Im Faustball wird sogar ein aktueller Europameister 2015 gestellt. Der Fußball wird aktuell vom VfL Witzhelden und SC Leichlingen bedient. Zudem ist Leichlingen Zentrum des Schießsports, mit zwei Traditionsvereinen, der Balker Schießsportgesellschaft 1907, mit eigener Trainingsanlage für Luftdruckwaffen (10 m) und Kleinkaliber (25 m + 50 m) und dem Landesleistungszentrum für Schießsport, beheimatet beim SV Trompete, mit großzügig angelegten Trainingsstätten für Luftdruckwaffen, Kleinkaliber und Großkaliber bis 1500 Joule, also geeignet für Kaliber .357 Magnum/.44 Magnum/.45ACP, je nach Ladung. Alle Anlagen auf dem neuesten technischen Stand. Auf dem Gelände des SV Trompete befindet sich des Weiteren die Geschäftsstelle des RSB (Rheinischer Schützenbund) im Schießsportdachverband Deutscher Schützenbund.
Weitere Vereine beschäftigen sich mit den Städtepartnerschaften oder der Erhaltung der Kultur und Bräuche. Außerdem gibt es in Leichlingen eine DLRG-Ortsgruppe, die die Gewässer der Wupper als Wachgebiet hat und im örtlichen Blütenbad ihre Schwimmausbildung durchführt.

## Wirtschaft und Infrastruktur

### Verkehr

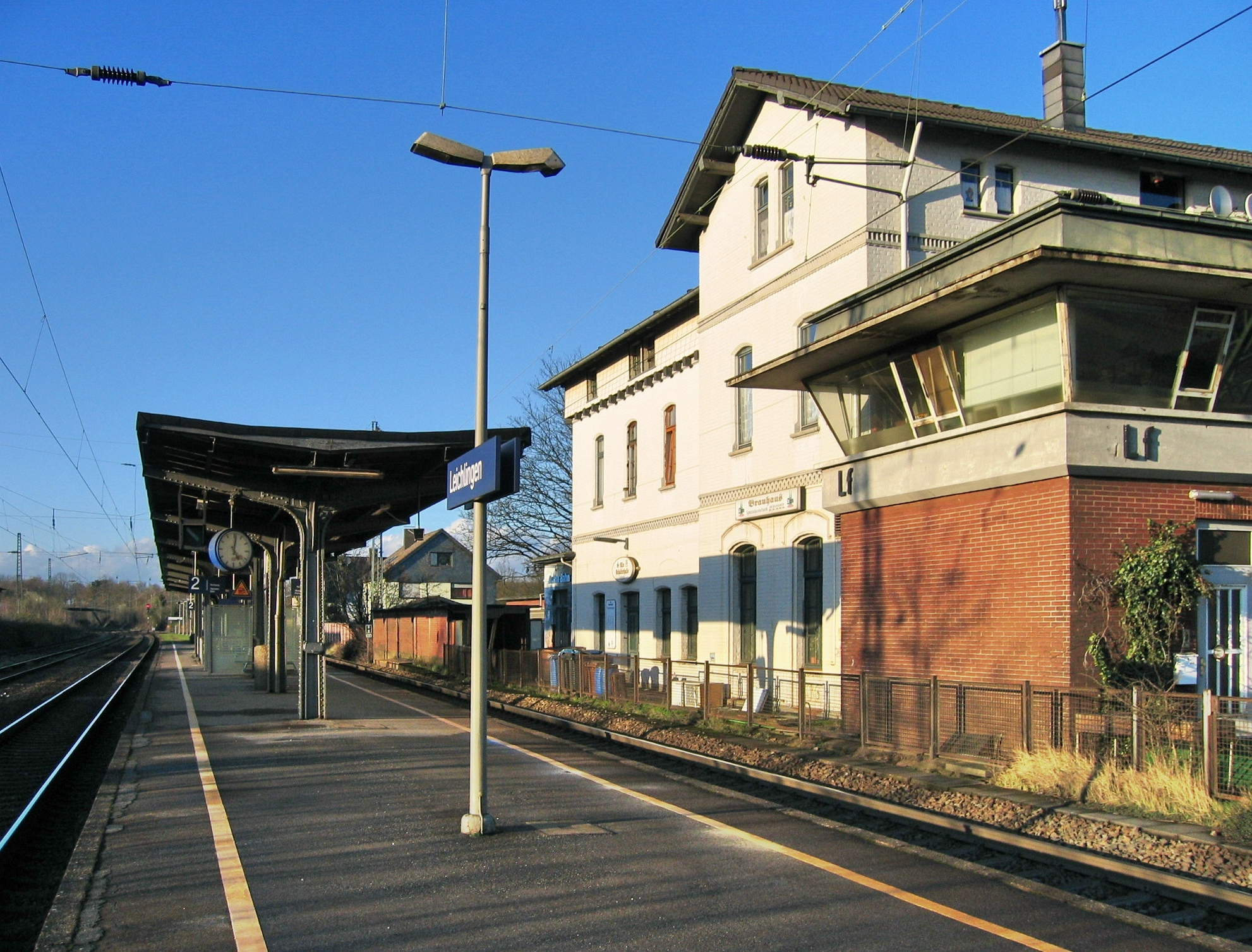
Bahnhof Leichlingen (vor dem Umbau)

#### Eisenbahn
Leichlingen liegt an der Bahnstrecke Gruiten–Köln-Mülheim und wird halbstündlich durch die Regionalbahn RB 48 bedient. Von Anfang 2011 bis Dezember 2013 wurde der Leichlinger Bahnhof von der Deutschen Bahn AG umgebaut.

#### Öffentlicher Personennahverkehr
Im ÖPNV-Netz bestehen Verbindungen nach Köln (über Trompete, Rothenberg nach Opladen, Leverkusen, Mülheim und Deutz, kurz SB 25), nach Chempark Leverkusen (zum einen über Ziegwebersberg, Adler, Unterschmitte, Förstchen, Trompete, Rothenberg nach Leverkusen, kurz 255, zum anderen über Hasensprung, Büscherhöfen, Balken nach Bergisch Neukirchen sowie Leverkusen, Rathaus-Galerie C beide nach Opladen, letztere kurz 251) und nach Opladen (über Hasensprung, Büscherhöfen, Balken nach Bergisch Neukirchen, kurz 253).
Linienbusse fahren nach Burscheid-Hilgen (zum einen über Bergerhof, Oberschmitte, Hohlenweg, Sankt Heribert, Oberbüscherhof, kurz 258, zum anderen über Büscherhöfen, Sonne, Junkersholz, Stöcken, Bremersheide, Friedrichshöhe, Metzholz beide nach Witzhelden, letztere kurz 278) und nach Roderbirken (kurz 257).
Auch an Solingen (über Unterberg, Kradenpuhl, Nesselrath nach Höhscheid, kurz SB 25) und an Ohligs (über Windgesheide, Ziegwebersberg, kurz 694) ist Leichlingen angebunden. Es existiert eine Linie nach Roderbirken und Langenfeld, Hardt-Gladbacher-Str. (selten bis nach Langenfeld, dann über Ziegwebersberg, Adler, Unterschmitte und nicht nach Roderbirken, kurz 257).
Leichlingen gehört zum Tarifgebiet des Verkehrsverbundes Rhein-Sieg (VRS). Es wird von Wupsi, Regionalverkehr Köln und Stadtwerke Solingen bedient.

#### Straßenverkehr
Leichlingen liegt nahe an der Autobahn 3 in Richtung Oberhausen – Frankfurt am Main und besitzt daher eine gute Verkehrsanbindung an das Ruhrgebiet und andere Ballungszentren sowie an Köln. Außerdem besitzt Leichlingen eine Anschlussstelle an die Zubringerautobahn A 542 zur A 59, über die die Städte Düsseldorf und Köln zu erreichen sind.
In Leichlingen waren am 1. Januar 2018 20.912 Kraftfahrzeuge zugelassen, davon 17.744 Pkw.

#### Luftverkehr
Die internationalen Flughäfen Köln/Bonn und Düsseldorf sind über die Autobahn innerhalb von 30 bis 45 Minuten zu erreichen.

### Bildung
Am ehemaligen Schmiedehammer an der Wupper entstand Ende der 1960er Jahre das Schulzentrum Leichlingen mit dem Städtischen Gymnasium, der Realschule und der Hauptschule in nebeneinander liegenden Gebäuden. Zum Schuljahr 2015/16 eröffnete im Zuge des städtischen Schulentwicklungsprozesses die Sekundarschule Leichlingen.
Das Städtische Gymnasium hat mit dem Schuljahr 2007/08 die Schülerzahl von 1000 überschritten. Am 26. Juni 2020 wurde die Realschule geschlossen und durch die Sekundarschule vollständig ersetzt.
Des Weiteren gibt es fünf Grundschulen: Uferstraße, kath. Grundschule Kirchstraße, Am Büscherhof, Bennert, sowie die Grundschule Flamerscheid, die in Witzhelden liegt.

## Persönlichkeiten
(chronologisch geordnet)

### In Leichlingen geboren
- Johann Wilhelm Wilms (1772–1847), Komponist
- Karl Gierlichs (1819–1887), Bürgermeister und Landrat
- Friedrich Überweg (1826–1871), Philosoph
- Julius Pohlig (1842–1916), Ingenieur und Unternehmer
- Emil Kronenberg (1864–1954), Arzt, Politiker und Schriftsteller
- Heinrich Lingemann (1880–1962), Jurist
- Otto Adams (1887–1966), Politiker und Gewerkschafter
- Rudolf Geller (1894–1973), Weberei-Gründer
- Aloys Nölle (1899–1956), Polizeipräsident und Landtagsabgeordneter (CDU)
- Erich Müller (1899–1992), Zahnarzt und Standesvertreter
- Wilhelm Schmitz-Steinkrüger (1909–1994), Künstler und Glasmaler
- Willy Schürmann (1913–2008), Maler und Grafiker
- Karl-Heinz Lauterjung (1914–2000), Professor für Kernphysik
- Kurt Lauterbach (1920–1993), Schauspieler, Komiker, Entertainer und Tenorbuffo
- Hermann Stahlberg (1920–2005), Politiker
- Hartwig Bertrams (* 1948), Autorennfahrer
- Wolfgang Zimmermann (* 1949), Politiker
- Achim Hahn (* 1951), Soziologe
- Michael Biegler (* 1961), Handballtrainer
- Konstantin Karanikas (* 1966), Professor für Bewegungswissenschaft
- Oliver Grajewski (* 1968), Comiczeichner, bildender Künstler und Illustrator

### Mit Leichlingen verbunden
- Carl Hesselmann (1830–1902), Pomologe, Auffinder der Apfelsorte Kaiser Wilhelm, Hesselmannstraße
- Oskar Erbslöh (1879–1910), Luftfahrtpionier, Erbslöh (Luftschiff)
- Fritz Hinrichs (1890–1976), Schulrektor, Leichlinger Heimatbuch
- Werner Peiner (1897–1984), Maler
- Reinhard Suhren (1916–1984), Marineoffizier und U-Boot-Kommandant im Zweiten Weltkrieg
- Walter Aue (1930–2024), Schriftsteller, unter anderem Lyriker, lebte und arbeitete in Leichlingen
- Herbert Morét (1920–2009), Baptistenpastor, Präsident des Bundes Evangelisch-Freikirchlicher Gemeinden in der DDR, verbrachte seinen Lebensabend im Diakoniewerk Pilgerheim Weltersbach und starb in Leichlingen
- Karl Reul (1922–2015), Bürgermeister und Schulleiter, Vater von Herbert Reul
- Hans Leyendecker (* 1949), Journalist
- Herbert Reul (* 1952), Politiker (CDU), lebt in Leichlingen
- Frank Steffes (* 1964), Bürgermeister
- Annette Langen (* 1967), Schriftstellerin, Felix (Kinderbuch-Serie)
- Linda Budinger alias Marion Frost (* 1968), Schriftstellerin
- Alexander Lohmann (* 1968), Autor von Fantasyromanen, Lektor und Übersetzer
- Bernd Schneider (* 1973), Fußballnationalspieler
- Michael Ballack (* 1976), Fußballnationalspieler